# Alpi del Grand Combin
Le Alpi del Grand Combin sono una sottosezione delle Alpi Pennine, di cui costituiscono la parte più occidentale dal Col Petit Ferret al Colle Collon, lungo la linea di confine tra Italia (Valle d'Aosta) e Svizzera (Canton Vallese), comprendendo al suo interno il massiccio del Grand Combin.

## Delimitazioni
Confinano:
- a nord con le Alpi di Vaud (nelle Alpi Bernesi) e separate dal fiume Rodano;
- ad est con le Alpi del Weisshorn e del Cervino (nella stessa sezione alpina) e separate dal Colle Collon;
- a sud con le Alpi del Gran Paradiso e le Alpi della Grande Sassière e del Rutor (nelle Alpi Graie) e separate dalla Dora Baltea;
- ad ovest con le Alpi del Monte Bianco (nelle Alpi Graie) e separate dalla Val Ferret italiana, il Col Ferret e dalla Val Ferret svizzera.

Nel dettaglio e ruotando in senso orario i limiti geografici sono: Col Petit Ferret, Val Ferret, Val d'Entremont, Martigny, fiume Rodano, Sion, Val d'Hérens, Arolla, Colle Collon, Valpelline, Aosta, fiume Dora Baltea, Courmayeur, Val Ferret, Col Petit Ferret.

## Suddivisione
La classificazione SOIUSA delle Alpi del Grand Combin è la seguente:
- Grande parte = Alpi Occidentali
- Grande settore = Alpi Nord-occidentali
- Sezione = Alpi Pennine
- Sottosezione = Alpi del Grand Combin
- Codice = I/B-9.I

Le Alpi del Grand Combin, secondo le indicazioni della SOIUSA sono suddivise in quattro supergruppi, dieci gruppi e tredici sottogruppi:
- Catena Grande Rochère-Grand Golliaz (A)
  - Gruppo Grand Golliaz-Mont Ferret (A.1)
    - Gruppo del Grand Golliaz (A.1.a)
    - Gruppo del Mont Ferret (A.1.b)

  - Gruppo Grande Rochère-Monte Fallère (A.2)
    - Gruppo della Grande Rochère (A.2.a)
    - Gruppo del Monte Fallère (A.2.b)
- Catena Grand Combin-Monte Vélan (B)
  - Gruppo Monte Vélan-Tête de By (B.3)
    - Gruppo del Monte Vélan (B.3.a)
    - Gruppo della Grand Tête de By (B.3.b)

  - Gruppo del Grand Combin (B.4)
- Catena Gelé-Collon (C)
  - Gruppo Gelé-Morion (C.5)
    - Catena del Morion (C.5.a)
    - Gruppo del Gelé (C.5.b)
    - Costiera dell'Aroletta (C.5.c)

  - Gruppo della Becca Rayette (C.6)
  - Catena Blanchen-Collon (C.7)
    - Gruppo Blanchen-Collon (C.7.a)
    - Gruppo dei Laghi (C.7.b)
- Catena Arolla-Cheilon-Pleureur (D)
  - Gruppo Arolla-Cheilon-Ruinette (D.8)
  - Gruppo del Mont Pleureur (D.9)
    - Catena Mont Pleureur-Rosablanche-Métailler (D.9.a)
    - Catena Mont Fort-Mont Gelé (D.9.b)

  - Catena delle Aiguilles Rouges d'Arolla (D.10)

Il supergruppo Catena Grande Rochère-Grand Golliaz raccoglie le montagne ad occidente del colle del Gran San Bernardo; la Catena Grand Combin-Monte Vélan si trova al centro delle Alpi del Grand Combin; la Catena Gelé-Collon si colloca a sud-est ed, infine, la Catena Arolla-Cheilon-Pleureur è a nord-est.

## Vette

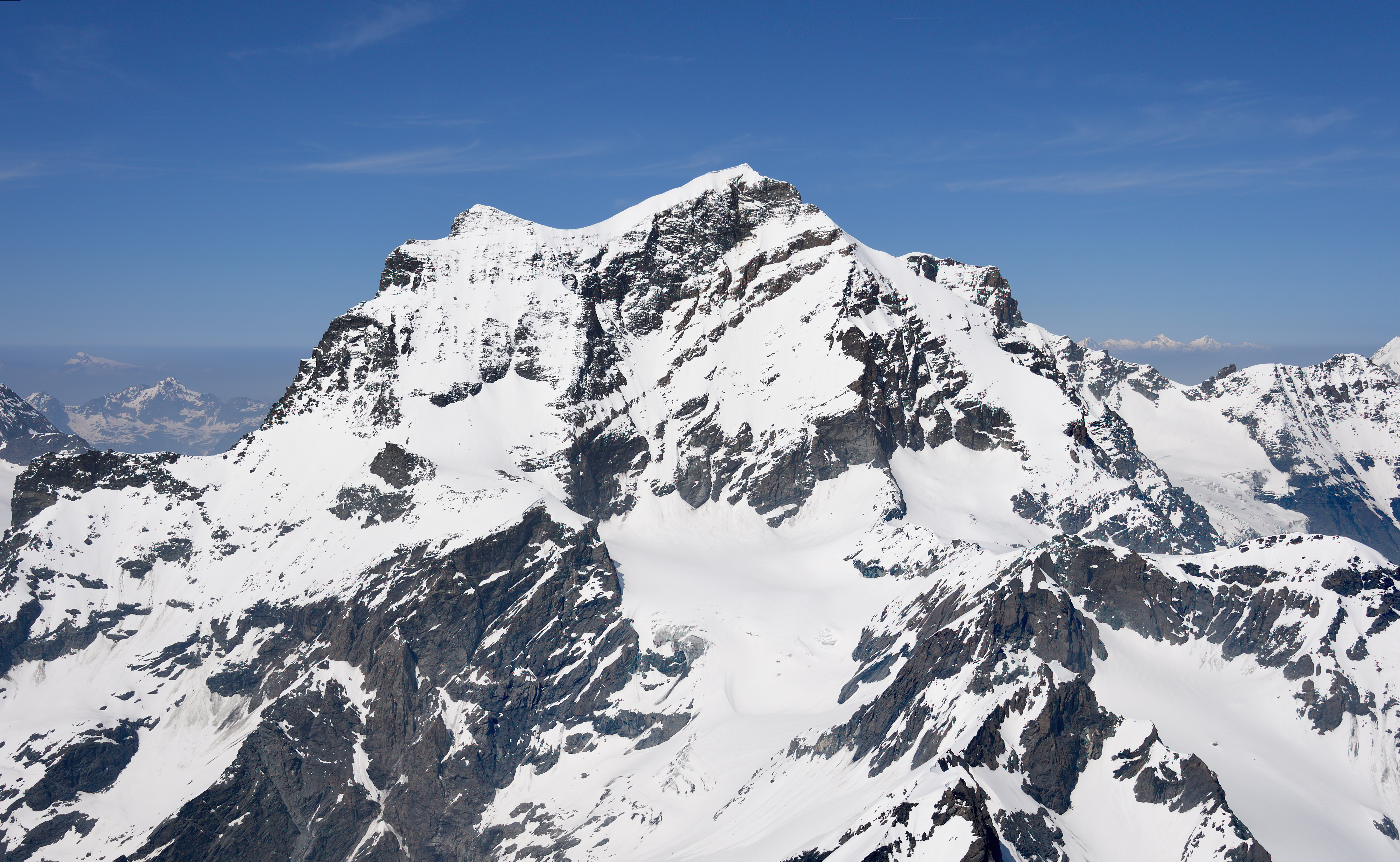
Il Grand Combin, massiccio più importante.

Le vette principali delle Alpi del Grand Combin sono:
- Grand Combin de Grafeneire - 4.314 m
- Grand Combin de Valsorey - 4.184 m
- Grand Combin de Tsessette - 4.141 m
- La Ruinette - 3.875 m
- Mont Blanc de Cheilon - 3.870 m
- Pigne d'Arolla - 3.796 m
- Monte Vélan - 3.731 m
- Combin de Corbassière - 3.716 m
- Évêque - 3.716 m
- Le Pleureur - 3.704 m
- Gran Becca Blanchen - 3.680 m
- Petit Combin - 3.663 m
- Aiguilles Rouges d'Arolla - 3.646 m
- Monte Collon - 3.637 m
- Grande Tête de By - 3.588 m
- La Luette - 3.548 m
- Becca d'Oren - 3.532 m
- Becca Rayette - 3.529 m
- Monte Gelé - 3.519 m
- Pointe de Vouasson - 3.489 m
- Becca di Chardoney - 3.447 m
- Pointe d'Otemma - 3.403 m
- Mont de l'Étoile - 3.370 m
- Rosablanche - 3.336 m
- Mont Fort - 3.328 m
- Grande Rochère - 3.326 m
- La Cassorte - 3.301 m
- Grand Golliat - 3.238 m
- Le Métailler - 3.213 m
- Grand Tavé - 3.158 m
- Mont Fallère - 3.061 m
- Pic d'Artsinol - 2.998 m
- Testa di Liconi - 2.929 m
- Tête de Ferret - 2.714 m
- Monte Morion - 2.709 m
- Monte Paglietta - 2.473 m

## Rifugi

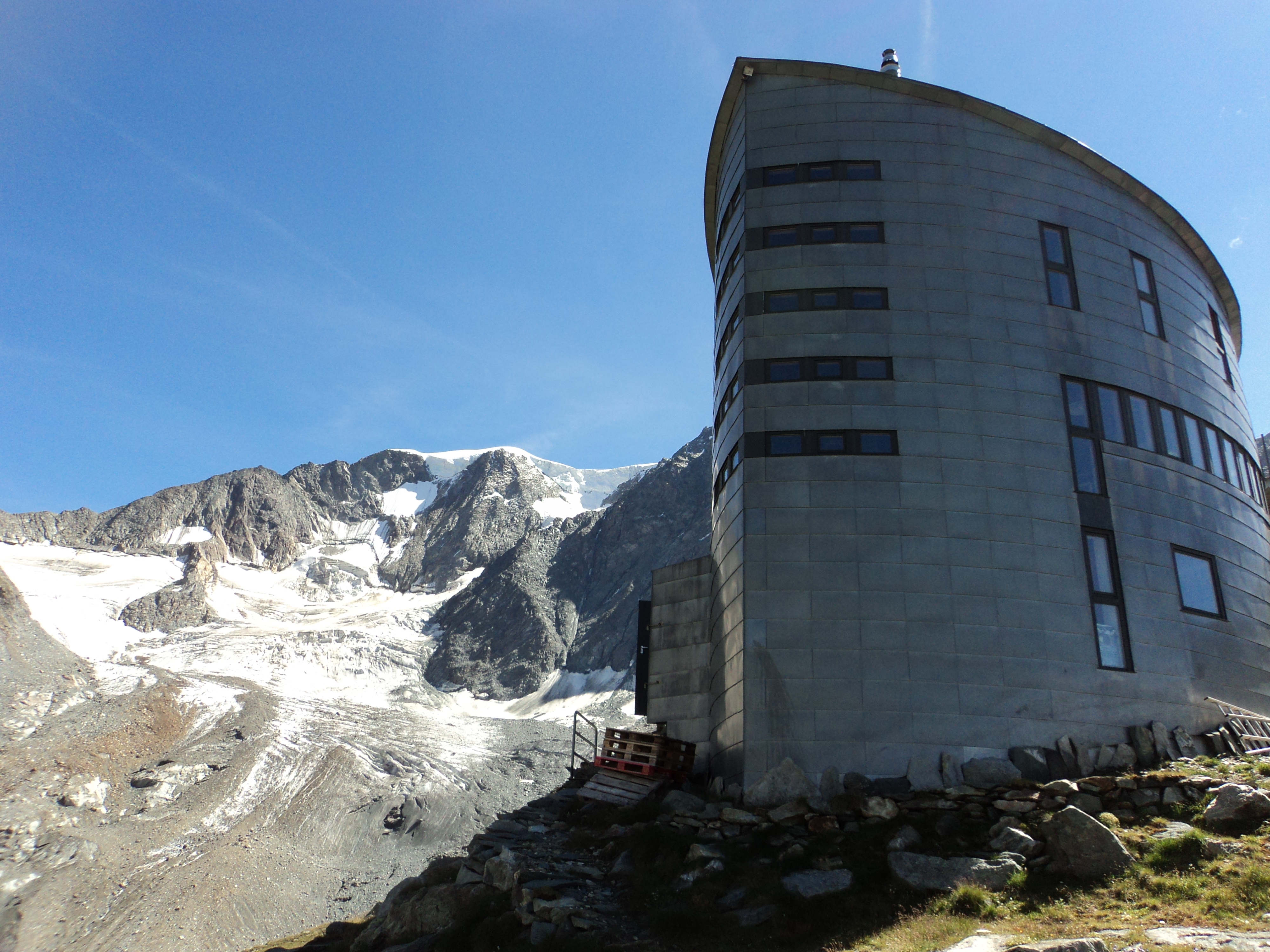
La Cabane du Vélan.

I rifugi e bivacchi principali che interessano le Alpi del Grand Combin sono:
- Bivacco Biagio Musso - 3.664 m
- Bivacco Pantalons Blancs - 3.280 m
- Cabane des Vignettes - 3.160 m
- Cabane de Valsorey - 3.030 m
- Cabane de Tortin - 2.993 m
- Rifugio Franco Chiarella all'Amianthé - 2.979 m
- Cabane des Dix - 2.928 m
- Bivacco Luigi Pascal - 2.920 m
- Cabane des Aiguilles Rouges - 2.810 m
- Cabane de Prafleuri - 2.662 m
- Cabane de Panossière - 2.645 m
- Cabane du Vélan - 2.642 m
- Rifugio Pier Giorgio Frassati - 2.550 m
- Cabane Saint-Laurent - 2.485 m
- Cabane du Col de Mille - 2.473 m
- Cabane de Chanrion - 2.462 m
- Cabane de la Barmaz - 2.458 m
- Rifugio Crête Sèche - 2.398 m
- Rifugio Mont Fallère - 2.385 m
- Cabane de Louvie - 2.207 m
- Cabane Marcel Brunet - 2.103 m
- Rifugio Walter Bonatti - 2.025 m
- Rifugio Prarayer - 2.005 m
- Rifugio Giorgio Bertone - 1.979 m
- Rifugio Chaligne - 1.943 m